# Canoa/kayak ai Giochi della XXIX Olimpiade - Slalom C2 maschile
Il concorso dello slalom C2 maschile ai Giochi olimpici di Pechino 2008 si è svolto dal 13 al 15 agosto 2008 allo Shunyi Olympic Rowing-Canoeing Park.
Tutti i 12 equipaggi hanno effettuato due discese di qualificazione; i 10 equipaggi con la migliore somma tra i due tempi si sono qualificati per la semifinale; da qui i primi 6 sono arrivati in finale. Le discese di qualificazione si sono svolte il 13 agosto, semifinale il 14 agosto e la finale il 15 agosto.

## Risultati
| Rank | Atleta                                | Nazione     | Qualificazioni | Qualificazioni | Qualificazioni | Qualificazioni | Semifinale | Semifinale | Finale | Finale |
| Rank | Atleta                                | Nazione     | Discesa 1      | Discesa 2      | Totale         | Rank           | Tempo      | Rank       | Tempo  | Totale |
| ---- | ------------------------------------- | ----------- | -------------- | -------------- | -------------- | -------------- | ---------- | ---------- | ------ | ------ |
|      | Pavol Hochschorner Peter Hochschorner | Slovacchia  | 93.69          | 93.04          | 186.73         | 1              | 94.88      | 2          | 95.94  | 190.82 |
|      | Jaroslav Volf Ondřej Štěpánek         | Rep. Ceca   | 93.78          | 97.16          | 190.94         | 4              | 95.33      | 3          | 97.56  | 192.89 |
|      | Mikhail Kuznetsov Dmitry Larionov     | Russia      | 98.43          | 97.65          | 196.08         | 6              | 98.57      | 4          | 98.80  | 197.37 |
| 4    | Cédric Forgit Martin Braud            | Francia     | 96.17          | 92.39          | 188.56         | 2              | 102.76     | 5          | 95.43  | 198.19 |
| 5    | Andrea Benetti Erik Masoero           | Italia      | 100.08         | 102.20         | 202.28         | 8              | 103.64     | 6          | 100.48 | 204.12 |
| 6    | FElix Michel Sebastian Piersig        | Germania    | 96.04          | 96.33          | 192.37         | 5              | 94.38      | 1          | 110.05 | 204.43 |
|      |                                       |             |                |                |                |                |            |            |        |        |
| 7    | Mark Bellofiore Lachie Milne          | Australia   | 104.61         | 98.21          | 202.82         | 9              | 104.17     | 7          |        |        |
| 8    | Paweł Sarna Marcin Pochwała           | Polonia     | 98.38          | 100.37         | 198.75         | 7              | 105.32     | 8          |        |        |
| 9    | Masatoshi Samma Hiroyuki Nagao        | Giappone    | 99.47          | 113.09         | 212.56         | 10             | 110.10     | 9          |        |        |
| 10   | Hu Minghai Shu Junrong                | Cina        | 97.30          | 93.34          | 190.64         | 3              | 164.08     | 10         |        |        |
|      |                                       |             |                |                |                |                |            |            |        |        |
| 11   | Rick Powell Casey Eichfeld            | Stati Uniti | 101.69         | 151.65         | 253.34         | 11             |            |            |        |        |
| 12   | Cyprian Ngidi Cameron McIntosh        | Sudafrica   | 119.83         | 157.37         | 277.20         | 12             |            |            |        |        |